# Medinilla peltata
Medinilla peltata är en tvåhjärtbladig växtart som beskrevs av Elmer Drew Merrill. Medinilla peltata ingår i släktet Medinilla och familjen Melastomataceae. Inga underarter finns listade i Catalogue of Life.